# Dayang Shan (ö)
Dayang Shan (kinesiska: 大洋山) är en ö i Kina. Den ligger i provinsen Zhejiang, i den östra delen av landet, omkring 190 kilometer öster om provinshuvudstaden Hangzhou. Arean är 4,1 kvadratkilometer. Den sträcker sig 2,6 kilometer i nord-sydlig riktning, och 4,0 kilometer i öst-västlig riktning.
Genomsnittlig årsnederbörd är 1 626 millimeter. Den regnigaste månaden är juni, med i genomsnitt 315 mm nederbörd, och den torraste är januari, med 51 mm nederbörd.